# Ouratea crassa
Ouratea crassa är en tvåhjärtbladig växtart som beskrevs av Van Tiegh.. Ouratea crassa ingår i släktet Ouratea och familjen Ochnaceae. Inga underarter finns listade i Catalogue of Life.